# No Verão
No Verão (francês: En été ) é o título de uma obra do artista francês Pierre-Auguste Renoir, pintada em 1868. A pintura de 85 x 59 cm, pintada em óleo sobre tela, mostra o retrato de sua amante de vinte anos, Lise Tréhot. Influenciado pelas obras do romantismo de Eugène Delacroix e pelo realismo de um Gustave Courbet, esse retrato, um dos primeiros trabalhos de Renoir, é a transição do artista da pintura de estúdio tradicional para o estilo de pintura impressionista. A pintura No verão está na coleção da Alte Nationalgalerie, em Berlim.

## Descrição da obra
A pintura retrata uma jovem sentada em uma cadeira, cujo encosto arredondado e apoio de braços é visível no lado esquerdo da imagem. A jovem mulher é representada de frente. Ela usa uma saia branca com listras avermelhadas e um espartilho branco. Enquanto a manga esquerda deste espartilho está na borda mais externa do ombro, a manga direita desliza para baixo no braço, expondo um decote. Os cabelos longos, pretos e ondulados da jovem caem sobre os ombros até o início da saia. Na cabeça, o cabelo é segurado por uma fita vermelha e fina, e possui um pequeno brinco dourado na orelha direita. Embora os olhos escuros da jovem sejam direcionados para a frente, a visão não vai para o espectador, mas é dirigida um pouco para a direita. Este olhar dá ao rosto uma "expressão ausente com sono". A jovem tem seus antebraços no colo, com a mão esquerda segurando o pulso direito. Na mão direita, ela segura algumas folhas verdes, que podem ser da árvore em segundo plano e, assim, conectar a frente da imagem ao fundo. O tronco dessa árvore pode ser visto do lado direito da menina, enquanto todo o resto desse plano é tomado pelo verde das folhas esboçadas, que o artista descreve como "folha estilo ornamental"  ou "mais do que um pano de fundo, mas a representação verdadeira da natureza". A pintura é assinada com A. Renoir na parte inferior da cadeira.
Nessa obra, o pintor trabalhou com vários contrastes. As linhas retas do parapeito e do tronco da árvore no lado direito repetem as bordas da imagem e encaram as formas redondas da cadeira no lado esquerdo. O cabelo está arrumado na cabeça pela fita vermelha e cai desorganizado sobre o peito. A cor do cabelo preto contrasta com a pele clara e espartilho branco. Há também um claro contraste entre a pintura finamente executada do primeiro plano e o fundo esboçado por pinceladas grosseiras no segundo plano. Os elementos vivos do fundo e do cabelo desordenado encontram seu caminho na atitude de repouso da jovem e nas suas expressões faciais. O verde forte da folhagem e a "luz brilhante"  do fundo apontam para um dia de verão. Isso também é confirmado pela roupa leve e casual da pessoa apresentada. Para a autora Sophie Monneret, "o olhar ausente, os ombros para baixo"  e "as bochechas febris revelam o humor opressivo de um dia caloroso". Dieselbeautress também aponta que a expressão e o suporte físico da menina podem ser devidos "a uma sessão que é muito longa para o modelo". Para Monneret, Renoir estava preocupado em "criar a sensação de sensualidade do verão". 

## Inspirações
Em No verão Renoir retratou sua amante. Para a obra, pinturas francesas do século XVIII serviram como modelo. Jean-Baptiste Greuze, por exemplo, tem representações semelhantes em Retrato de uma menina jovem. A aproximação com a obra de Eugène Delacroix, Jovem órfã no cemitério, que antecipa o espartilho da jovem mulher da pintura de Renoir, é mais clara. Em seus primeiros anos, Renoir também foi particularmente admirado por Gustave Courbet, que se inspirou no artista para a obra Menina com gaivotas, e também fez um retrato de sua amada Joanna Hiffernan, em Jo, la belle Irlandaise. Renoir, ainda, foi amigo íntimo de seu colega pintor, Frédéric Bazille, com quem ele viveu por um tempo. Nas obras de ambos os pintores do final da década de 1860 existem repetidas representações de roupas decoradas com listras elegantes, como por exemplo em Vista da aldeia, de Bazille. Ambas obras foram realizadas em 1868 e exibidas no Salão de Paris de 1869.

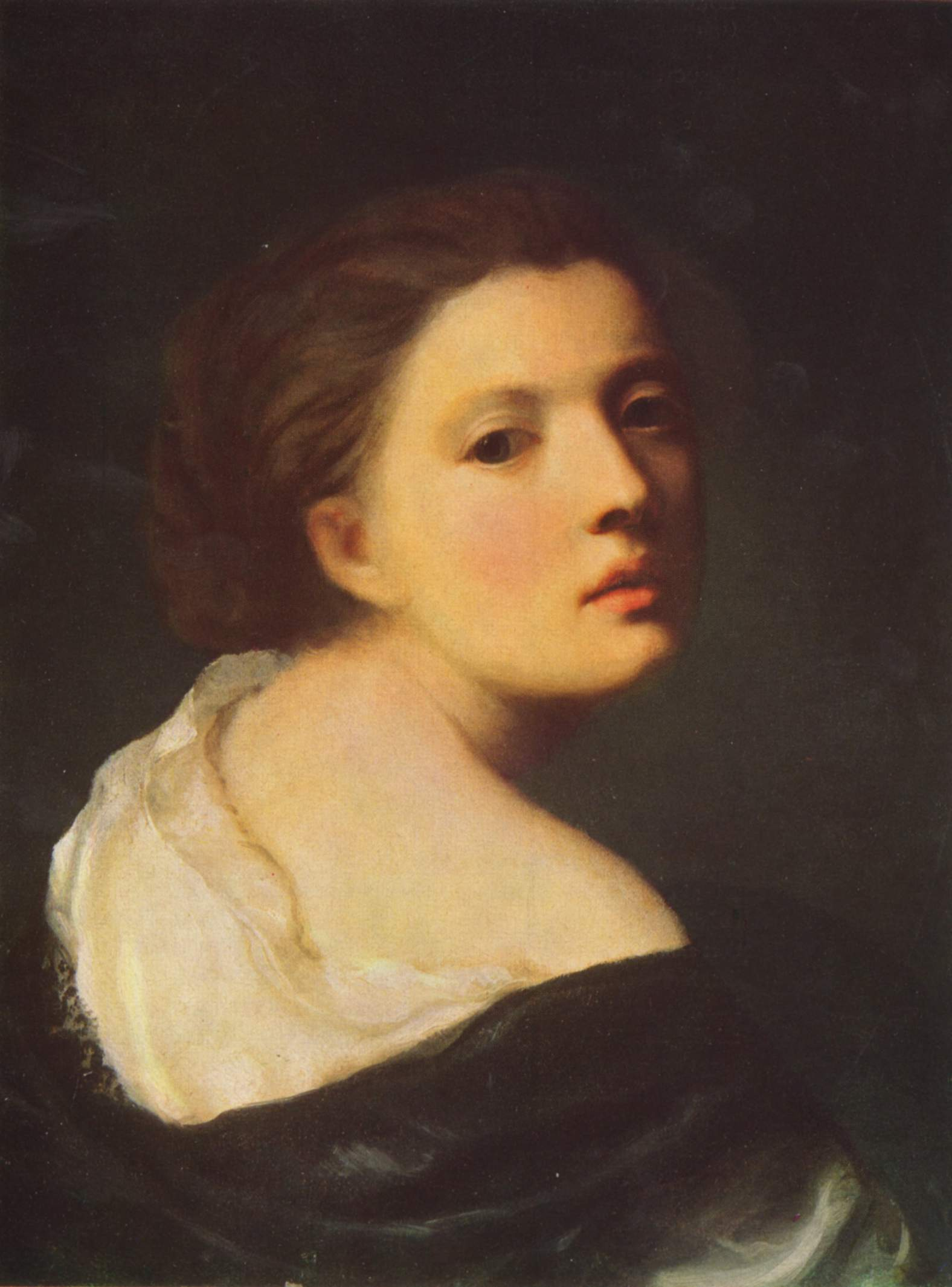
Jean-Baptiste Greuze: Retrato de uma menina jovem
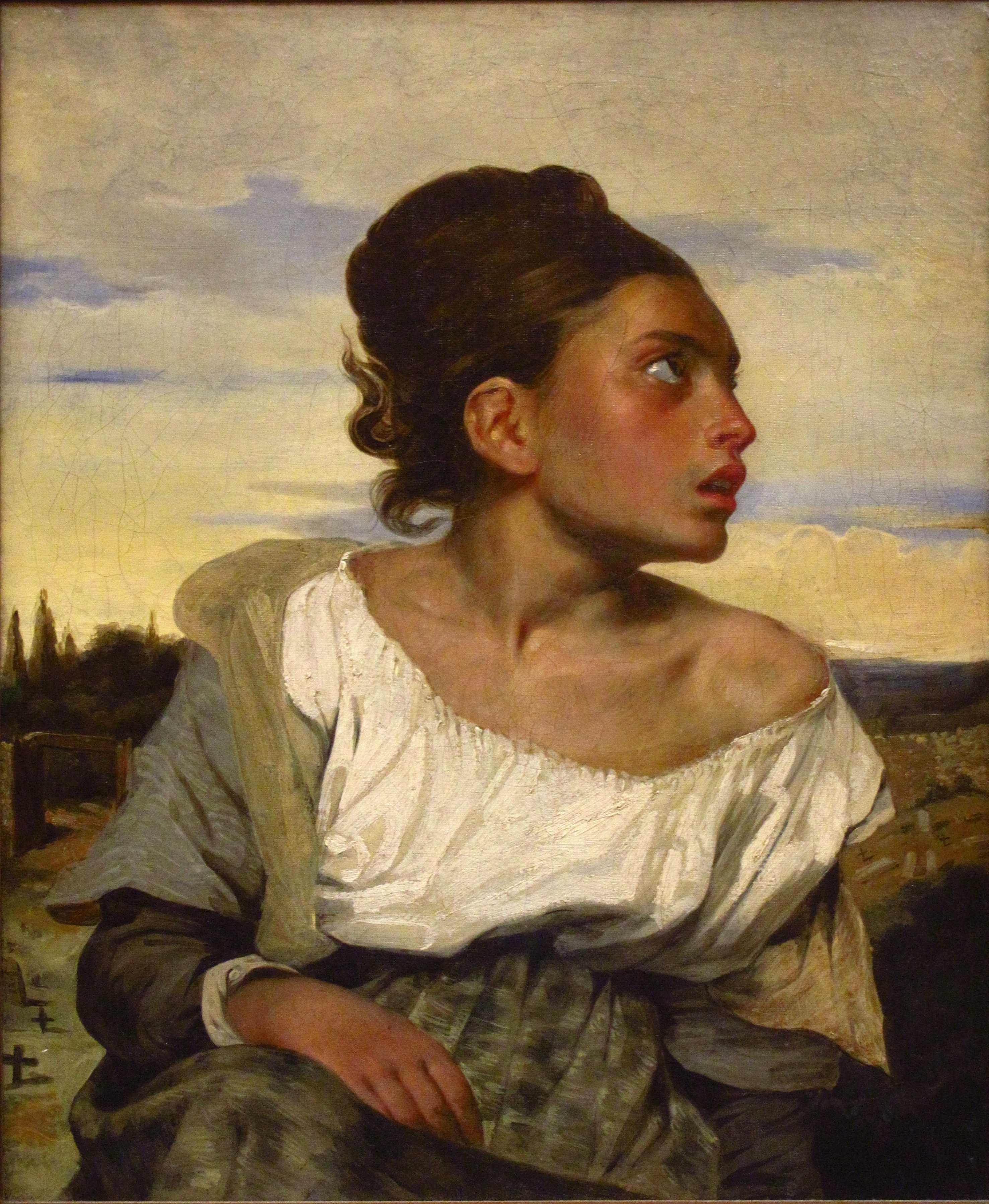
Eugène Delacroix:  Jovem órfã no cemitério
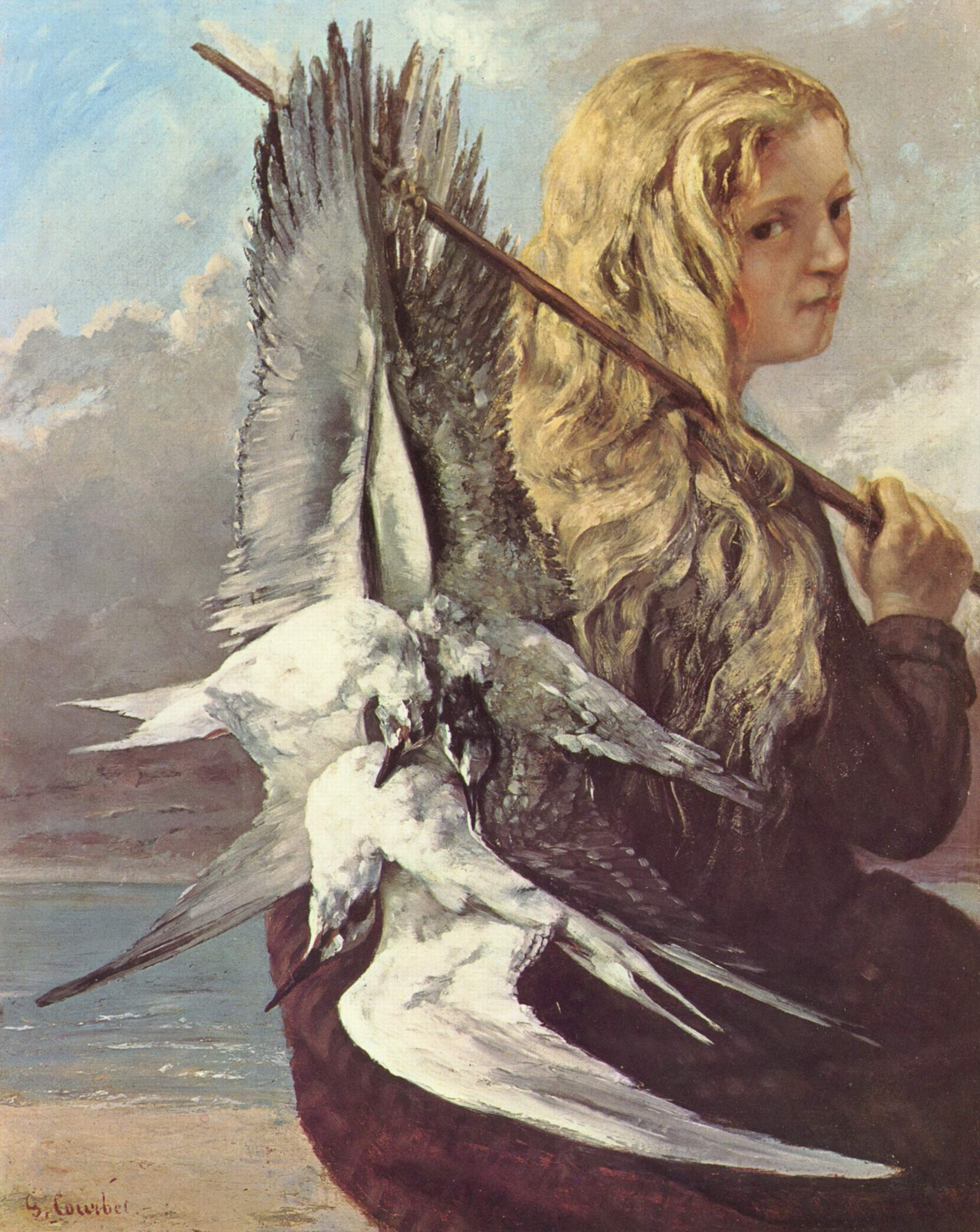
Gustave Courbet: Menina com gaivotas
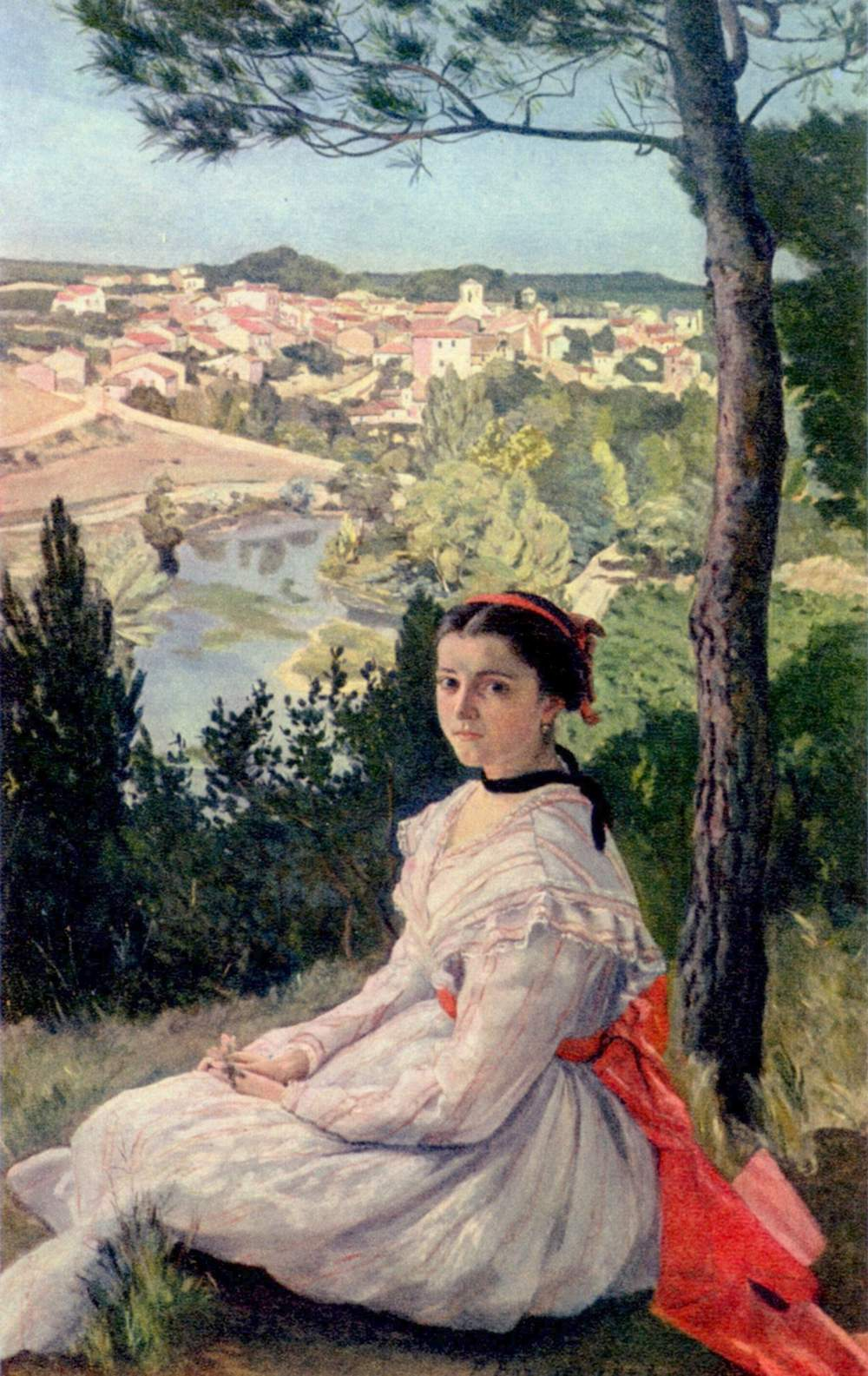
Frédéric Bazille: Vista da aldeia
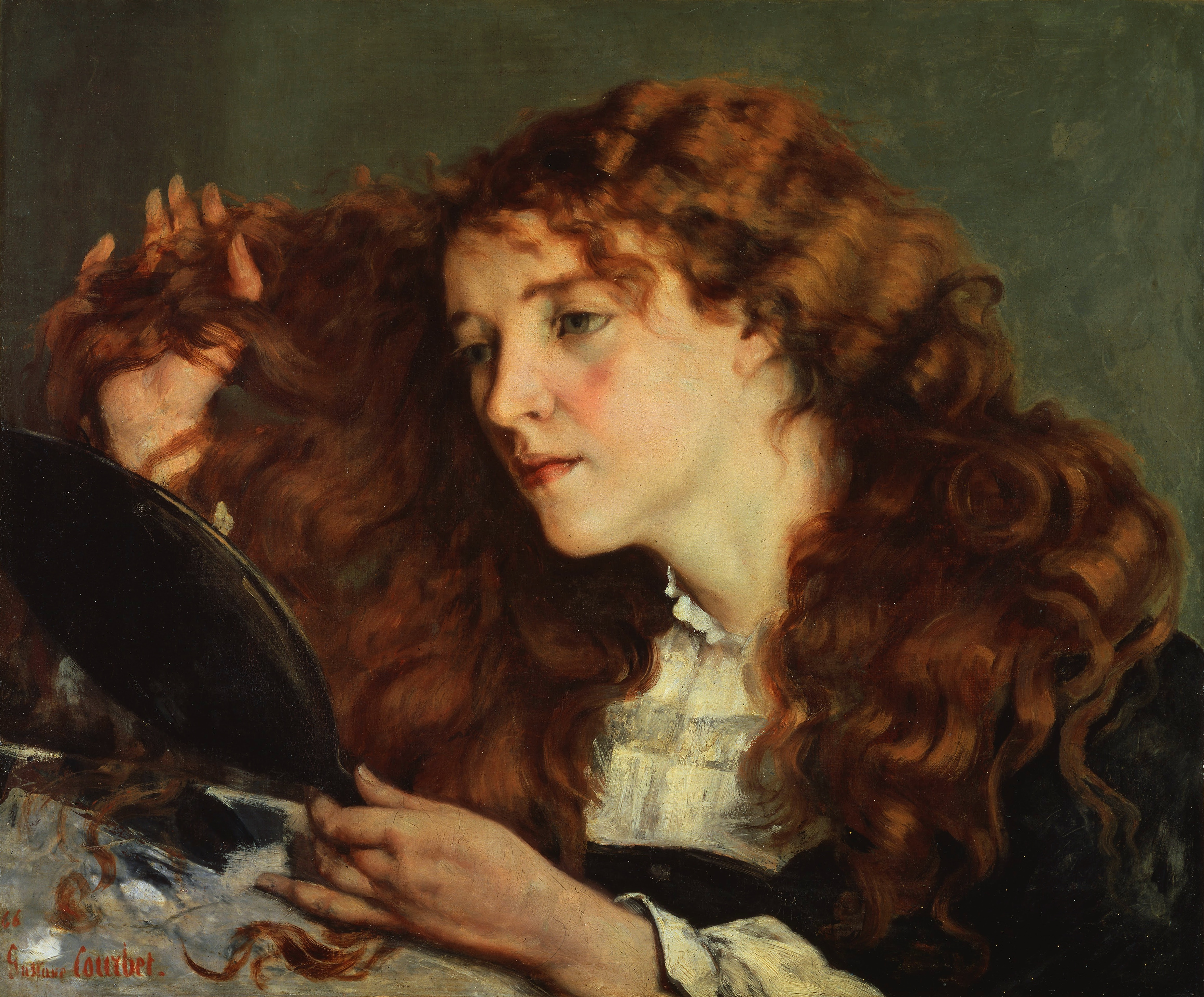
Gustave Courbet: Jo, la belle Irlandaise

## Lise Tréhot

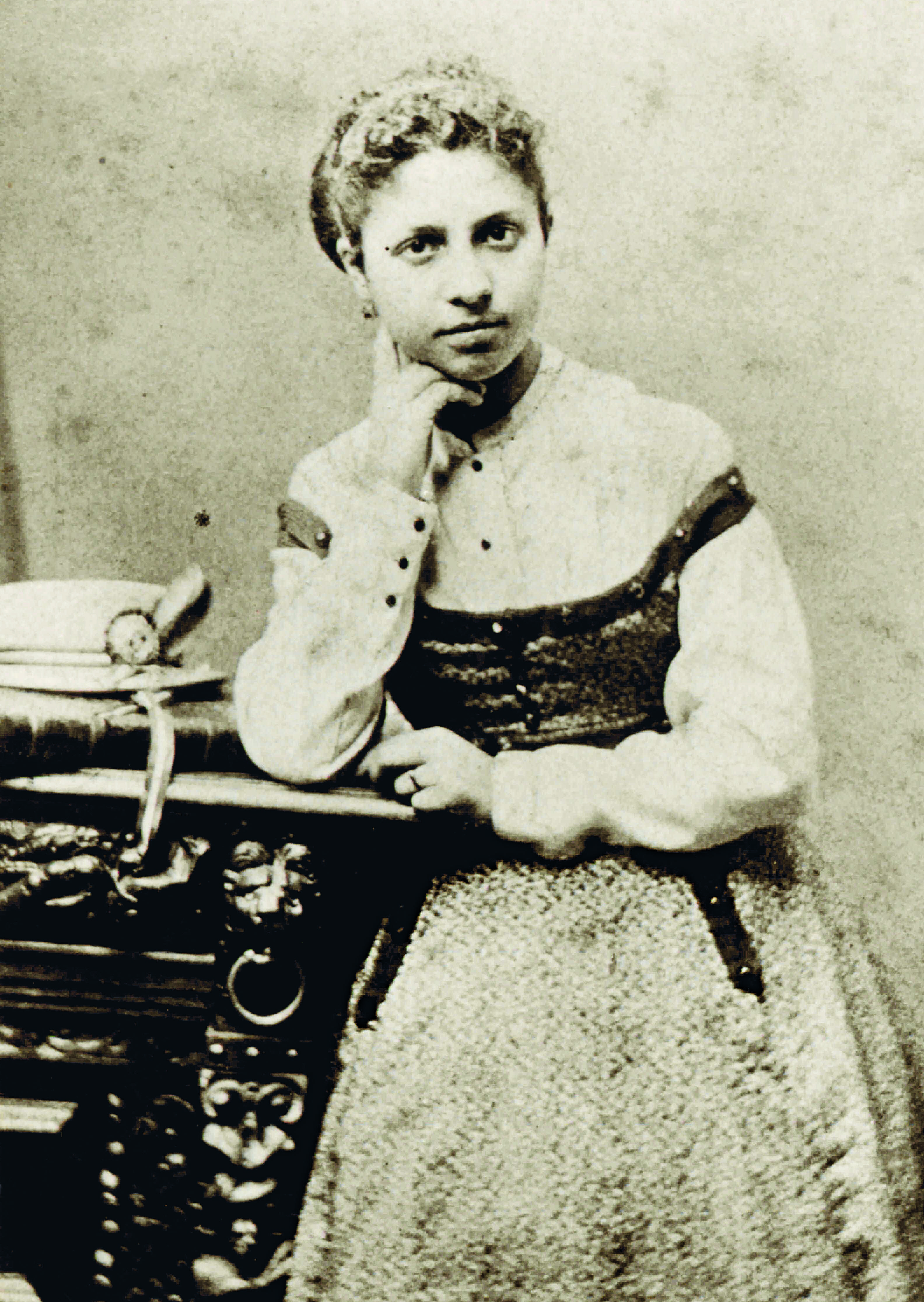
Lise Tréhot em 1864

A jovem retratada na pintura de Renoir é Lise Tréhot, que tinha vinte anos de idade na época. Jules Le Coeur, amigo do artista, teve um relacionamento com Clémence, irmã de Lise. De cerca de 1865 a 1871, Lise era amante do pintor e representava pelo menos 17 pinturas dele. Entre elas, estão as imagens que Renoir exibiu no Salão durante esse período. Em 1868, Renoir apresentou a imagem inteiramente figurativa de Lise (chamado de Lise com sombrinha) no salão, onde recebeu grande atenção. Talvez esse sucesso tenha levado Renoir a pintar um retrato de Lise Tréhot novamente no mesmo ano. Apesar da moda parisiense vista nessa pintura de Lise, Renoir pintou sua amante em papéis muito diferentes. Em 1867, Lise aparece em uma pintura de Renoir como Diana, deusa da caça (Diana caçadora). No quadro Retrato do casal Sisley, ela assumiu o papel de esposa ao lado do pintor Alfred Sisley, em 1868. Dois anos depois, Lise Tréhot entrou em um traje oriental para a pintura de Odalisca.

Após a separação do artista e da modelo, Lise casou-se com o arquiteto Georges Brière de I'Isle, em abril de 1872. Com o casamento, ela deixou a vida Boémia e passou a levar uma vida burguesa. Para Renoir, ela nunca mais foi modelo. Morreu em 1922, aos 74 anos de idade. 

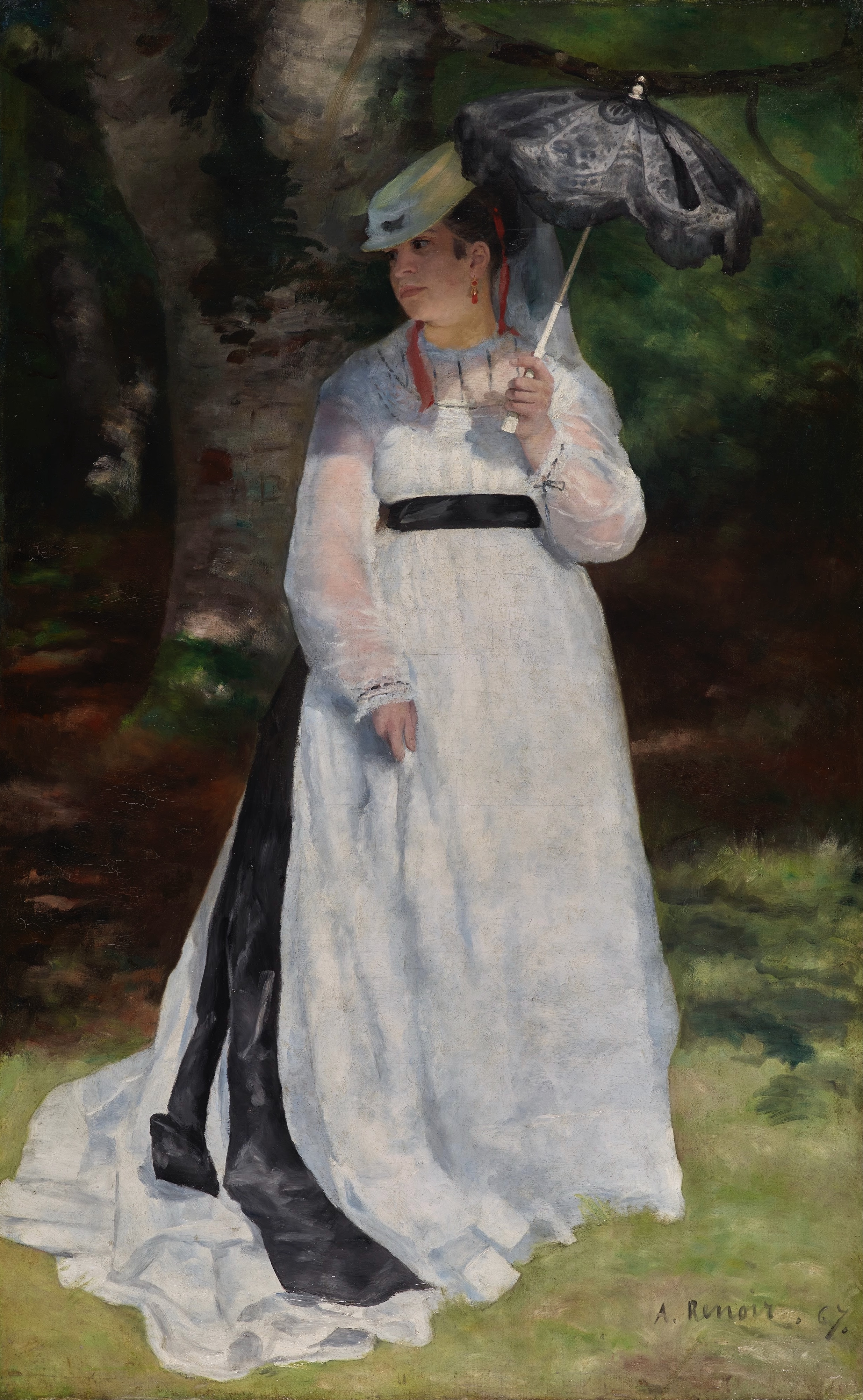
Pierre-Auguste Renoir: Lise com sombrinha
Pierre-Auguste Renoir: Diana Caçadora
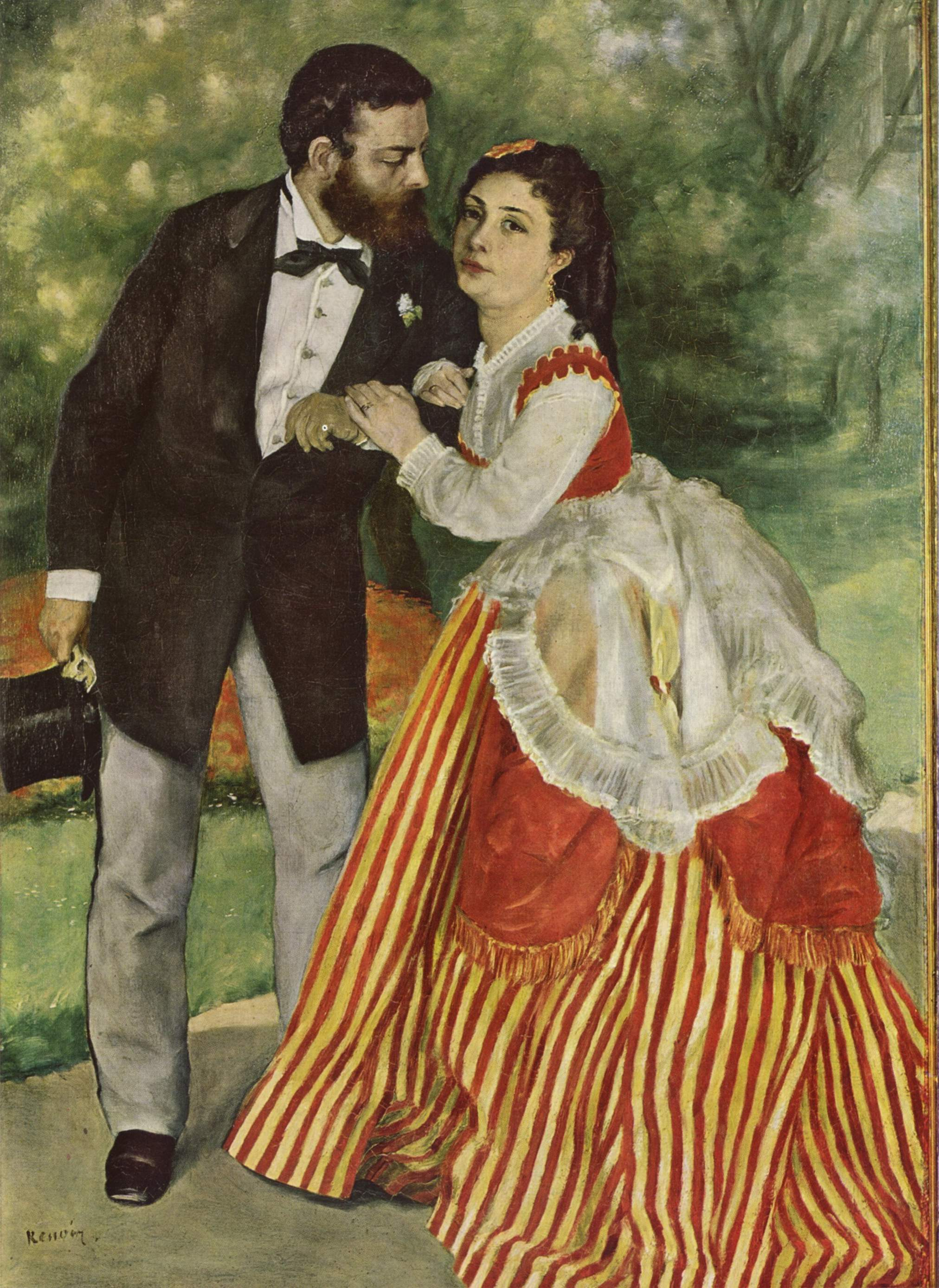
Pierre-Auguste Renoir: Retrato do casal Sisley
Pierre-Auguste Renoir: Odalisca

## Trabalhos de Renoir
Renoir tinha 27 anos quando realizou a pintura. Terminou seu treinamento no estúdio do pintor Charles Gleyre quatro anos antes. No entanto, ele continuou sendo estudante de Gleyre em 1868. Em 1863, Renoir apresentou as pinturas para o Salão de Paris para receber o reconhecimento como pintor. O júri do Salão de 1863, no entanto, rejeitou sua pintura Nymph e Faun, e Renoir destruiu a pintura. Embora a pintura Esmeralda tenha sido aceita pelo júri em 1864, não trouxe o sucesso que esperava. Após a exposição, Renoir também destruiu essa pintura. As duas artes que Renoir poderia mostrar no salão do ano seguinte não receberam a consideração desejada. Depois de dois anos sem acesso ao Salão com suas obras, Renoir entregou, em 1869, a pintura No Verão, onde foi exibido no número de catálogo 2021, intitulado En été, étude. Finalmente, a obra trouxe a atenção da crítica. Os seus receios de serem negados pelo júri do Salão foram devidos à rejeição da famosa pintura de Claude Monet, Women in the Garden, que não foi admitida no Salão em 1867 devido ao método de pintura. Renoir escolheu o estudo complementar para justificar o estilo de pintura impressionista e solto do fundo da pintura. Ele também esperava melhorar sua situação financeira através de uma venda lucrativa da pintura. Um sucesso comercial permaneceu, porém o artista ainda vivia em condições financeiras muito apertadas.